# Pokal Nogometne zveze Slovenije 2006-2007
La Pokal Nogometne zveze Slovenije 2006./07. (in lingua italiana: Coppa della federazione calcistica slovena 2006-07), detta anche Pokal Hervis 2006./07. per motivi di sponsorizzazione, fu la sedicesima edizione della coppa nazionale di calcio della Repubblica di Slovenia.
A vincere fu il Koper, al suo secondo titolo nella competizione.

Questo successo diede ai giallo-blu l'accesso alla Coppa UEFA 2007-2008.
Vi furono 3 capicannonieri con 5 reti ciascuno:
Miloš Đerić (Brda), Dalibor Volaš (1 col Bonifika, 4 col Koper) e Dimităr Makriev (Maribor).

## Partecipanti
Le 10 squadre della 1. SNL 2006-2007, più il Rudar Velenje (10° in 1. SNL 2005-2006), sono ammesse di diritto. Gli altri 20 posti sono stati assegnati attraverso le coppe inter–comunali.
| Ammesse di diritto | Coppe inter–comunali | Coppe inter–comunali | Coppe inter–comunali | Coppe inter–comunali |
| Ammesse di diritto | Associazione         | Squadre              | Squadre              | Squadre              |
| --- | -------------------- | -------------------- | -------------------- | -------------------- |
| - 1. SNL 2006-2007: - Bela Krajina - Celje - Domžale - Drava Ptuj - Factor - Gorica - Koper - Maribor - Nafta Lendava - Primorje - Posto in più: - Rudar Velenje | MNZ Lubiana          | Zagorje              | Svoboda Kisovec      | Ihan                 |
| - 1. SNL 2006-2007: - Bela Krajina - Celje - Domžale - Drava Ptuj - Factor - Gorica - Koper - Maribor - Nafta Lendava - Primorje - Posto in più: - Rudar Velenje | MNZ Maribor          | Malečnik             | Pohorje              | Paloma               |
| - 1. SNL 2006-2007: - Bela Krajina - Celje - Domžale - Drava Ptuj - Factor - Gorica - Koper - Maribor - Nafta Lendava - Primorje - Posto in più: - Rudar Velenje | MNZ Celje            | Mons Claudius        | Krško                |                      |
| - 1. SNL 2006-2007: - Bela Krajina - Celje - Domžale - Drava Ptuj - Factor - Gorica - Koper - Maribor - Nafta Lendava - Primorje - Posto in più: - Rudar Velenje | MNZ Capodistria      | Postumia             | Bonifika             |                      |
| - 1. SNL 2006-2007: - Bela Krajina - Celje - Domžale - Drava Ptuj - Factor - Gorica - Koper - Maribor - Nafta Lendava - Primorje - Posto in più: - Rudar Velenje | MNZ Nova Gorica      | Adria                | Brda                 |                      |
| - 1. SNL 2006-2007: - Bela Krajina - Celje - Domžale - Drava Ptuj - Factor - Gorica - Koper - Maribor - Nafta Lendava - Primorje - Posto in più: - Rudar Velenje | MNZ Murska Sobota    | Veržej               | Mura 05              |                      |
| - 1. SNL 2006-2007: - Bela Krajina - Celje - Domžale - Drava Ptuj - Factor - Gorica - Koper - Maribor - Nafta Lendava - Primorje - Posto in più: - Rudar Velenje | MNZ Lendava          | Črenšovci            | Renkovci             |                      |
| - 1. SNL 2006-2007: - Bela Krajina - Celje - Domžale - Drava Ptuj - Factor - Gorica - Koper - Maribor - Nafta Lendava - Primorje - Posto in più: - Rudar Velenje | MNZ Goreniska-Kranj  | Kranj                | Lesce                |                      |
| - 1. SNL 2006-2007: - Bela Krajina - Celje - Domžale - Drava Ptuj - Factor - Gorica - Koper - Maribor - Nafta Lendava - Primorje - Posto in più: - Rudar Velenje | MNZ Ptuj             | Stojnci              | Zavrč                |                      |

### Calendario
| Turno         | Date                    | Partite | Club    |
| ------------- | ----------------------- | ------- | ------- |
| Primo turno   | 23 agosto 2006          | 10      | 31 → 21 |
| Secondo turno | 5-6 settembre 2006      | 5       | 21 → 16 |
| Ottavi        | 20 settembre 2006       | 8       | 16 → 8  |
| Quarti        | 25 ottobre 2006         | 4       | 8 → 4   |
| Semifinali    | 25 aprile/9 maggio 2007 | 4       | 4 → 2   |
| Finale        | 22 maggio 2007          | 1       | 2 → 1   |

## Primo turno
| Squadra 1     | Risultato | Squadra 2       |
| ------------- | --------- | --------------- |
| Veržej        | 3 – 2     | Paloma          |
| Renkovci      | 1 – 2     | Malečnik        |
| Mons Claudius | 2 – 6     | Pohorje         |
| Mura 05       | 3 – 0     | Zavrč           |
| Črenšovci     | 2 – 0     | Stojnci         |
| Postumia      | 1 – 2     | Svoboda Kisovec |
| Zagorje       | 1 – 0     | Adria           |
| Ihan          | 1 – 0     | Krško           |
| Kranj         | 2 – 3     | Brda            |
| Bonifika      | 2 – 0     | Lesce           |

## Secondo turno
| Squadra 1       | Risultato | Squadra 2 |
| --------------- | --------- | --------- |
| Svoboda Kisovec | 1 – 6     | Bonifika  |
| Brda            | 2 – 0     | Ihan      |
| Pohorje         | 0 – 1     | Zagorje   |
| Črenšovci       | 1 – 0     | Veržej    |
| Mura 05         | 2 – 0     | Malečnik  |

## Ottavi di finale
Entrano le 10 squadre della 1. SNL 2006-2007, più il Rudar Velenje.
| Squadra 1    | Risultato | Squadra 2     |
| ------------ | --------- | ------------- |
| Bonifika     | 1 – 3     | Gorica        |
| Brda         | 3 – 5     | Rudar Velenje |
| Črenšovci    | 0 – 2     | Maribor       |
| Zagorje      | 1 – 3     | Koper         |
| Celje        | 2 – 1     | Drava Ptuj    |
| Domžale      | 1 – 2     | Primorje      |
| Nafta        | 2 – 1     | Factor        |
| Bela Krajina | 1 – 2     | Mura 05       |

## Quarti di finale
| Squadra 1     | Risultato             | Squadra 2 |
| ------------- | --------------------- | --------- |
| Maribor       | 4 – 0                 | Primorje  |
| Rudar Velenje | 1 – 1 (dts) (4-5 dtr) | Koper     |
| Mura 05       | 0 – 2                 | Gorica    |
| Celje         | 3 – 1                 | Nafta     |

## Semifinali
| Squadra 1 | Totale | Squadra 2 | Andata | Ritorno |
| --------- | ------ | --------- | ------ | ------- |
| Celje     | 2 – 7  | Koper     | 1 – 3  | 1 – 4   |
| Gorica    | 3 – 5  | Maribor   | 2 – 4  | 1 – 1   |

## Finale
| Arbitro: | Robert Krajnc (Ptuj) |

| |            | |
| Rajčević 80’ | Marcatori  | |
| Handanović Jakomin Radulović Lazić (76' Hasić) Handanagić Lovrečič Božič Volaš Nilton Rajčević (63' Božičić) Viler | Formazioni | Pridigar Džinić (85' Zajc) Lungu (83' Diarra) Cipot Mezga (62' Mujaković) Makriev Pekič Šeruga Penik Samardžić Mihelič |
| Vlado Badžim | Allenatori | Marjan Pušnik |